# Chiesa dello Spirito Santo (Torino)
La chiesa confraternale dello Spirito Santo è una chiesa di Torino, situata in via di Porta Palatina 7, in fronte a via Cappel Verde. La chiesa è sede dell'Arciconfraternita dello Spirito Santo e dell'Accademia musicale del Santo Spirito.

## Storia
Già nella remota antichità l'area ove si trova oggi la chiesa dello Spirito Santo era certamente urbanizzata, e probabilmente già destinata a culti religiosi. Un'antichissima tradizione torinese vuole che in epoca romana sorgesse sul luogo un tempio dedicato a Diana, al quale peraltro faceva cenno sia l'iscrizione settecentesca presente un tempo sul frontone della chiesa (Dianae olim ut fertur / profanam aedem) sia l'iscrizione attuale risalente alla ricostruzione novecentesca (Hic ubi [...] Dianae fano olim [...] suffecerat). Numerosi storici del passato (Pingone, Promis, Cibrario, Rossi e Gabotto, Rondolino) davano credito all'antichissima tradizione orale dell'esistenza del tempio di Diana. Oggi la suggestiva ipotesi, per essere ritenuta vera, necessiterebbe di una più approfondita conferma archeologica; tuttavia è da osservarsi che il piano di calpestio degli strati più profondi della cripta dell'attuale chiesa si trova allo stesso livello del cardo maximus di Augusta Taurinorum.
Nei secoli successivi si ritrova sul medesimo luogo una piccola chiesa dedicata a San Silvestro, le cui origini sono altrettanto incerte. La tradizione vuole che l'edificio sia sorto nel IV secolo in onore di papa Silvestro I. Questa datazione appare poco probabile perché il culto di San Silvestro si diffuse in un'epoca successiva a quella della sua morte; tuttavia suggerisce come l'edificio sacro fosse sempre stato ritenuto di origine antichissima. Secondo alcune ipotesi l'edificio potrebbe non essere stato costruito ex novo ma potrebbe coincidere col preesistente sacellum di Diana, riadattato però al culto cristiano; secondo un'ipotesi intermedia potrebbe essere stato sì interamente ricostruito, ma impiegando proprio i marmi recuperati dal tempio di Diana. Comunque sia, nel medioevo la chiesetta si presentava con una brevissima navata unica terminata da un'abside trilobata, la quale potrebbe essere quanto rimaneva di un ipotetico tempio romano quadrilobato. L'abside era orientata approssimativamente ad est, cioè al contrario dell'orientamento della chiesa attuale; la chiesa era inoltre affiancata da un piccolo cimitero a sud. 
Nel 1575 venne fondata la Compagnia dello Spirito Santo con sede nell'antica parrocchia di San Silvestro; essa, tra le altre opere di pietà, aveva in carico il pietoso uffizio di soccorrere ed ammaestrare i catecumeni. La popolazione della parrocchia era piccolissima e contava circa 250 anime. Durante la peste del 1598 si fece strada l'idea di rivedere profondamente l'assetto dell'intera area per consentire l'edificazione della chiesa del Corpus Domini, la quale avrebbe preso il posto d'una modesta edicola commemorativa preesistente. Nel 1603 il progetto di risistemazione dell'isolato venne affidato ad Ascanio Vitozzi; il progetto prevedeva di rendere comunicante la nuova chiesa con la chiesa di San Silvestro, di modo che la confraternita ivi riunita potesse assistere alle funzioni.   
Nel 1610 Carlo Emanuele I pose la prima pietra per la costruzione dell'oratorio della confraternita dello Spirito Santo. Nel 1617 veniva rimaneggiata la cripta, che era così riadattata a luogo di sepoltura per confratelli e consorelle. Nel 1629, su progetto di Carlo di Castellamonte, venne rifatto il campanile; è probabile che il campanile in parola sia quello ancor oggi esistente.  

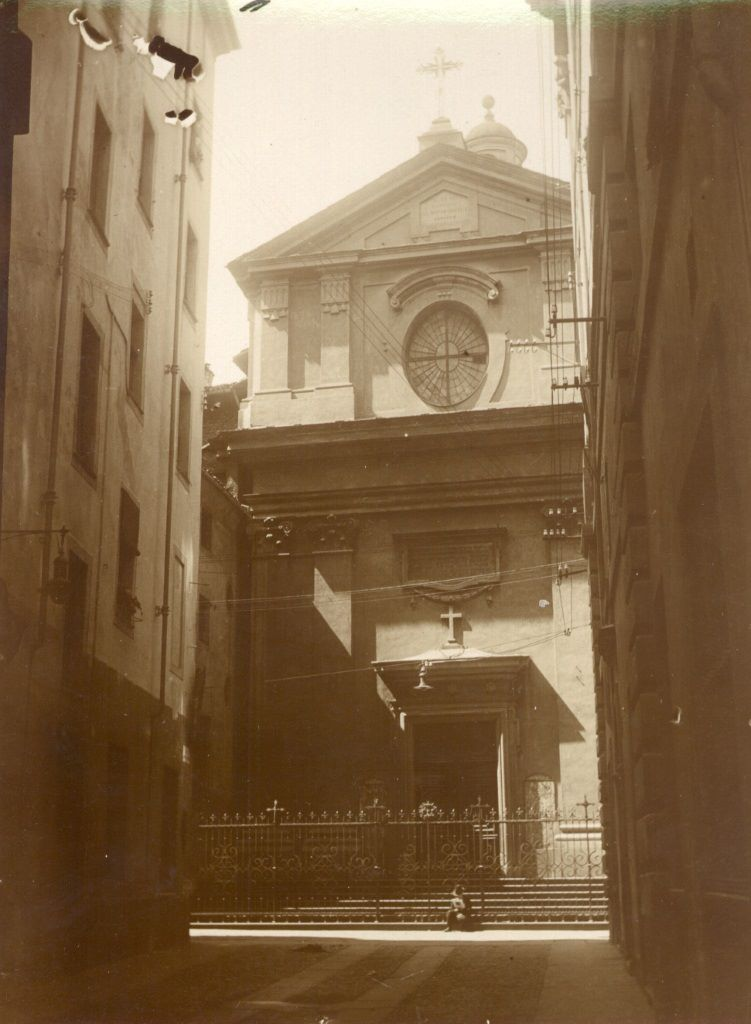
Mario Gabinio: "Torino, Chiesa dello Spirito Santo, via Porta Palatina. La facciata vista da via Cappel Verde". Stampa al citrato; 1924.

Nel 1653 l'altare maggiore ed il tetto furono distrutti da un incendio. Sulle rovine della chiesa di San Silvestro, nel 1662 iniziò l'edificazione della chiesa dello Spirito Santo su progetto dell'architetto Bernardino Quadri, che conferì all'edificio l'impianto che presenta grossomodo ancor oggi. Difatti le strutture della vecchia chiesa di San Silvestro risultavano ormai in parte inglobate nella chiesa del Corpus Domini ed in parte nell'oratorio della confraternita dello Spirito Santo; era dunque giunto il tempo di ripensare l'intero isolato. Inoltre, a causa dei continui conflitti tra la confraternita dello Spirito Santo e la compagnia del Santissimo Sacramento, si stabilì di murare definitivamente il passaggio tra la nuova chiesa dello Spirito Santo e l'adiacente chiesa del Corpus Domini. 
Nel 1762 la confraternita chiese all'architetto Giovanni Battista Feroggio (1723 - 1797) una perizia sullo stato di conservazione dell'edificio vitozziano, che sembrava essere sull'orlo d'un collasso strutturale; il Feroggio consigliò di riedificare la costruzione. L'anno successivo un benestante donò i suoi averi alla confraternita, a patto che la chiesa fosse ricostruita nel termine di due anni. I lavori vennero autorizzati nel 1763 ed il cantiere aprì nel 1764. Sotto i disegni e la guida del Feroggio l'edificio raggiunse l'aspetto ancora oggi visibile: egli rimaneggiò completamente gli interni della chiesa e ne variò la disposizione, lasciando però sussistere la struttura muraria ideata dal Quadri. Fra le altre opere, scandì la navata con quattordici colonne corinzie; quattro di dette colonne furono donate da Carlo Emanuele III. Il cantiere procedette speditamente, e nel 1767 l'opera poteva già dirsi conclusa.
I primi lavori di restauro della chiesa risalgono al 1872 e furono diretti dall'ingegner Giovanni Battista Ferrante. Sempre il Ferrante, nel 1891, rimaneggiò l'originale facciata del Feroggio. 
Durante la seconda guerra mondiale la chiesa fu gravemente danneggiata dal bombardamento aereo dell'aviazione inglese del 13 luglio 1943; le ricognizioni postbelliche descrivono la chiesa come tutta lesionata e schiantata, e deprecano la distruzione del magnifico organo dei Fratelli Serassi (1842). A differenza degli edifici circostanti, che ancora negli anni '90 si presentavano sinistrati, la ricostruzione della chiesa fu rapida e si concluse già nel 1951. Gli eventi bellici e la conseguente ricostruzione sono ricordati nella rinnovata iscrizione collocata sul frontone (bellica vero incursione aerea diei 13 julii 1943 vastatam / denuo restaurarunt / anno MCMLI).
L'ultimo restauro effettuato è datato 1980-1984 ed ha riguardato principalmente gli interni della chiesa. 
Nel 1985 trovava sede presso i locali della chiesa la neonata Accademia musicale del Santo Spirito, di cui si dirà più estesamente nel capitolo ad essa dedicato.

## Descrizione
La chiesa ha pianta a croce greca con navata unica, un profondo presbiterio, e termina con un'abside semicircolare. 
La facciata, d'impostazione neoclassica, è a due piani, sorretti da un doppio ordine di quattro lesene disposte a coppie. I capitelli sono corinzi al primo piano; scanalati con lambello al secondo. Il portale, ad architrave semplice, è sormontato da un breve baldacchino lapideo con crocifisso. Sul frontone, la già più volte menzionata iscrizione che tramanda la lunghissima storia dell'edificio sacro. Al secondo piano, un ampio finestrone ovale inonda di luce gli interni, d'un elegantissimo barocco maturo torinese. Il timpano presenta una cornice, oggi vuota, che in fotografie d'epoca si vede recare un'ulteriore iscrizione.
La cupola, sorretta da quattro archi con pennacchi decorati in stucco, è ellittica, divisa in otto spicchi con aperture ovali e sormontata da un cupolino. 
La navata è scandita da quattordici magnifiche colonne corinzie scanalate (due delle quali si trovano semi-incassate all'ingresso) in marmo bardiglio di Valdieri, realizzate in due pezzi.  
La chiesa ospita diversi quadri e sculture tra cui: il Gruppo dell'Addolorata, scultura lignea policroma del 1761 di Stefano Maria Clemente (1719 -1794), e alcune opere del pittore torinese Mattia Franceschini (1715 -1758).
In prossimità dell'entrata, in una stanza a sinistra, è esposta una riproduzione della Sacra Sindone.

### Cappella del Crocifisso
Vi si trova una statua lignea del 1400, di autore ignoto, conosciuta come "Crocifisso miracoloso", oggetto di particolare devozione da parte dei torinesi. Venne donato all'Arciconfraternita dello Spirito Santo dal curato di San Silvestro nel 1575. Nei tempi passati, durante i periodi di gravi calamità come peste e colera, il crocifisso era portato in processione dai fedeli per le vie della città.

### Cappella laterale sinistra
Lungo i due lati maggiori si aprono due cappelle curvilinee. Nei pressi della cappella di sinistra vi è il mausoleo del barone Bernhard Otto von Rehbinder, di cui si dirà più estesamente nel capitolo dedicato alle conversioni ed abiure; il mausoleo è opera dell'architetto Francesco Valeriano Dellala di Beinasco, e fu bersaglio di vandalismo nel periodo giacobino.
Nella cappella si trova il quadro di Mattia Franceschini: Il battesimo di Costantino, a sua volta opera strettamente correlata ai riti di conversione che si tenevano abitualmente presso la chiesa. 
Più avanti, ancora a sinistra, la magnifica croce processionale opera del celeberrimo ebanista torinese Pietro Piffetti, come appare dopo il restauro del 2015.

### Altare Maggiore

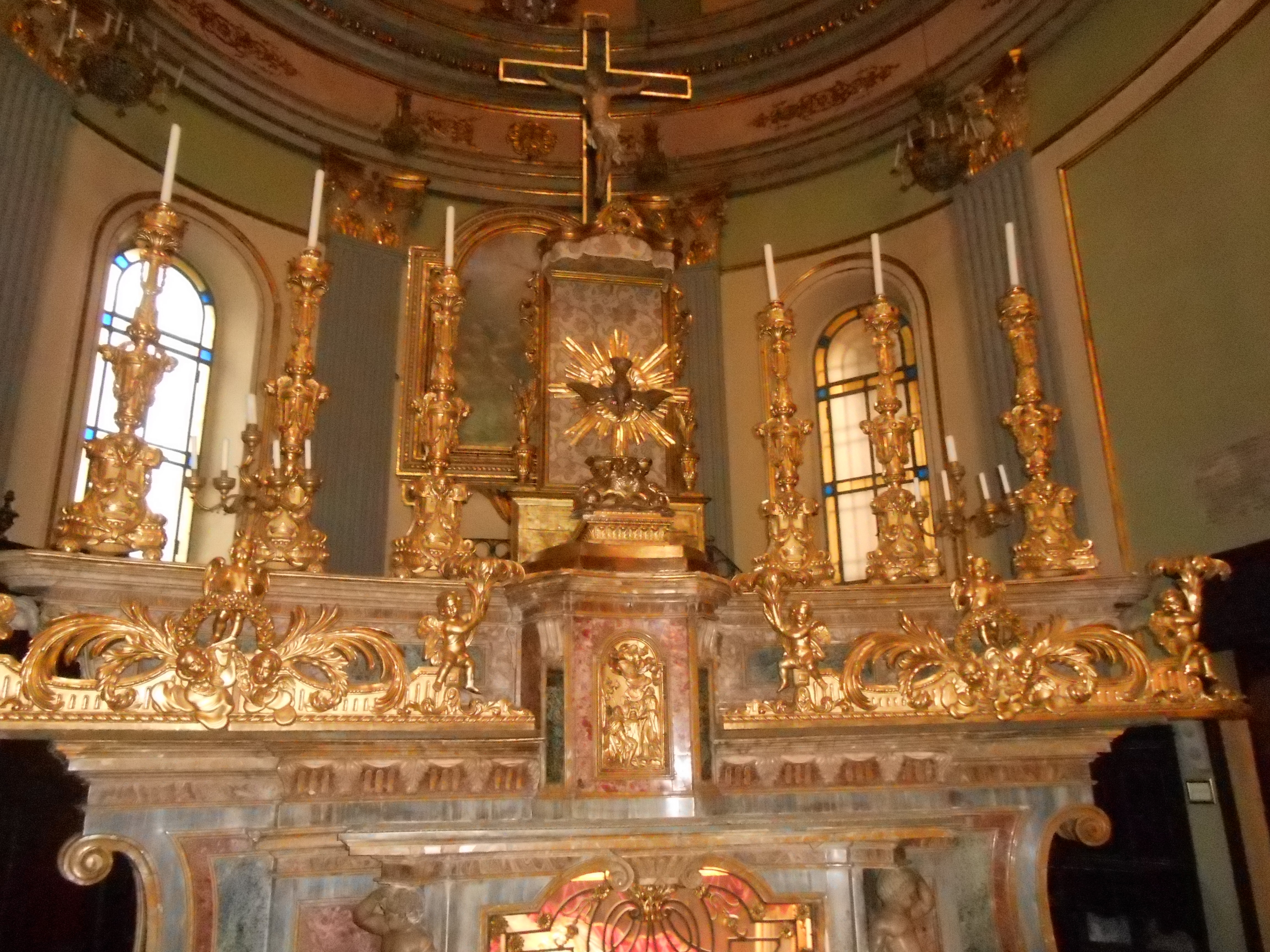
L'altare maggiore

In marmo di Valdieri a pianta incurvata a due piani, termina in volute di giallo di Verona ripartito in specchi di verde di Susa, incorniciati ed inquadrati in fasce di marmo rosso.
Nella porta del tabernacolo si trova un bassorilievo ligneo che rappresenta il sacrificio di Melchisedec. È attribuito a Stefano Clemente.
Sotto la Mensa, sostenuta da due angeli in marmo bianco, si trovano le reliquie di San Vittorio Martire. Furono date da papa Benedetto XIV con bolla pontificia, e consegnate il 4 maggio 1743.
Dietro l'altare maggiore si trova un quadro settecentesco raffigurante la discesa dello Spirito Santo.

### Coro
Risale intorno al 1600. Gli stalli sono scolpiti in legno di noce e disposti a emiciclo su tre file con sedile continuo. La cattedra centrale è sormontata da un baldacchino sorretto da cherubini.
Gli stalli sono di Pietro Botto e la cattedra priorale di Matteo Mondonio.

### Cantoria
L'orchestra, in legno scolpito e dorato, occupa l'intera facciata interna della chiesa.
Il parapetto è diviso in nove specchi recanti strumenti musicali.
La costruzione dell'organo, risalente al 1842, fu affidata ai fratelli Serassi. L'organo risulta completamente inservibile a seguito dei danni riportati nei bombardamenti del 1943: dell'apparato sopravvivono quasi solo i somieri ed i condotti del vento, mentre tutta la fonica è andata distrutta. Sulla cimasa l'emblema dello Spirito Santo sostenuto da due piccoli angeli musicanti scolpiti in legno.

## Conversioni ed abiure presso la chiesa dello Spirito Santo
Come già accennato, la Compagnia (poi Arciconfraternita) dello Spirito Santo aveva ed ha, tra le altre opere di pietà, in carico l'Ospizio dei Catecumeni, ossia ricevere, nutrire ed ammaestrare chi desiderava convertirsi al cattolicesimo. In virtù di questa specifica missione, era abitudine tenere presso la chiesa dello Spirito Santo i riti di conversione o di abiura, alcuni dei quali ebbero notevole rilevanza storica.
Fu proprio presso la chiesa dello Spirito Santo che, in data 21 aprile 1728 avvenne il celebre episodio dell'abiura del futuro filosofo e pedagogista ginevrino Jean-Jacques Rousseau, allora appena diciassettenne,  inviato dai Catecumeni a Torino da Madame de Warens, lei stessa neo-convertita originaria di Vevey,  , seguito dal battesimo con rito cattolico il successivo 23 aprile. La conversione fu affrettata, ed in molta parte dettata da ragioni d'interesse; non deve dunque stupire se in seguito Rousseau riabbracciò nuovamente il calvinismo.
Sempre presso la chiesa dello Spirito Santo si tenne, nel 1707 o nel 1708, la conversione al cattolicesimo del maresciallo Bernhard Otto von Rehbinder (1662 - 1742), militare estone luterano, ufficiale comandante del Reggimento palatino Royal Allemand e, in seguito, del Reggimento di fanteria alemanna Rehbinder. Figura oggi poco ricordata, il barone Rehbinder fu nel XVIII secolo tra la miglior nobiltà militare torinese, stimatissimo consigliere di Vittorio Amedeo II. La conversione al cattolicesimo, certamente maturata anche in ambito familiare per vicinanza alla sua prima moglie, Maria Giovanna O'More, cattolica irlandese di buona nobiltà, fu la premessa necessaria al suo ingresso dapprima nell'Ordine mauriziano e poi nell'Ordine della Santissima Annunziata, massima onorificenza di casa Savoia che però sino alla fine del Settecento poteva esser conferita solo ai cattolici. La conversione del Rehbinder fu sincera e duratura: egli conservò costante memoria della Confraternita dello Spirito Santo, tanto che nel 1741, in età ormai avanzata, fu nominato Priore della Confraternita; chiese infine, ed ottenne, d'aver sepoltura proprio presso la chiesa dello Spirito Santo. Le sue spoglie riposano nel mausoleo a lui dedicato, presso la cappella di sinistra.

## L'Accademia del Santo Spirito
Nel 1985, negli interni della chiesa appena rinnovati, col beneplacito dell'Arciconfraternita dello Spirito Santo, trovava sede la neonata Accademia del Santo Spirito, nata per valorizzare il patrimonio musicale, vocale e strumentale del '500, '600 e '700.
Nata da un'intesa tra il maestro Sandro Balestracci e l'allora presidente della confraternita Giorgio Solera, l'Accademia aveva ed ha tra i suoi obiettivi l'organizzazione e l'esecuzione di concerti cameristici, lo studio e la didassi del repertorio italiano cinquecentesco, secentesco e settecentesco, la costituzione di un coro vocale, e la conduzione di un laboratorio per la fabbricazione di strumenti musicali a tasto.
Già nell'anno della sua fondazione, l'Accademia riuscì a portare la chiesa dello Spirito Santo tra le sedi della rinomata rassegna musicale torinese Settembre Musica, con otto concerti tutti eseguiti dall'Accademia del Santo Spirito e tutti di repertorio cinquecentesco, secentesco e settecentesco.
Tra settembre e novembre di ogni anno, la chiesa dello Spirito Santo è sede della rassegna concertistica L'Allegro, il Penseroso ed il Moderato, curata ed eseguita dall'Accademia del Santo Spirito.